# 让·饶勒斯广场

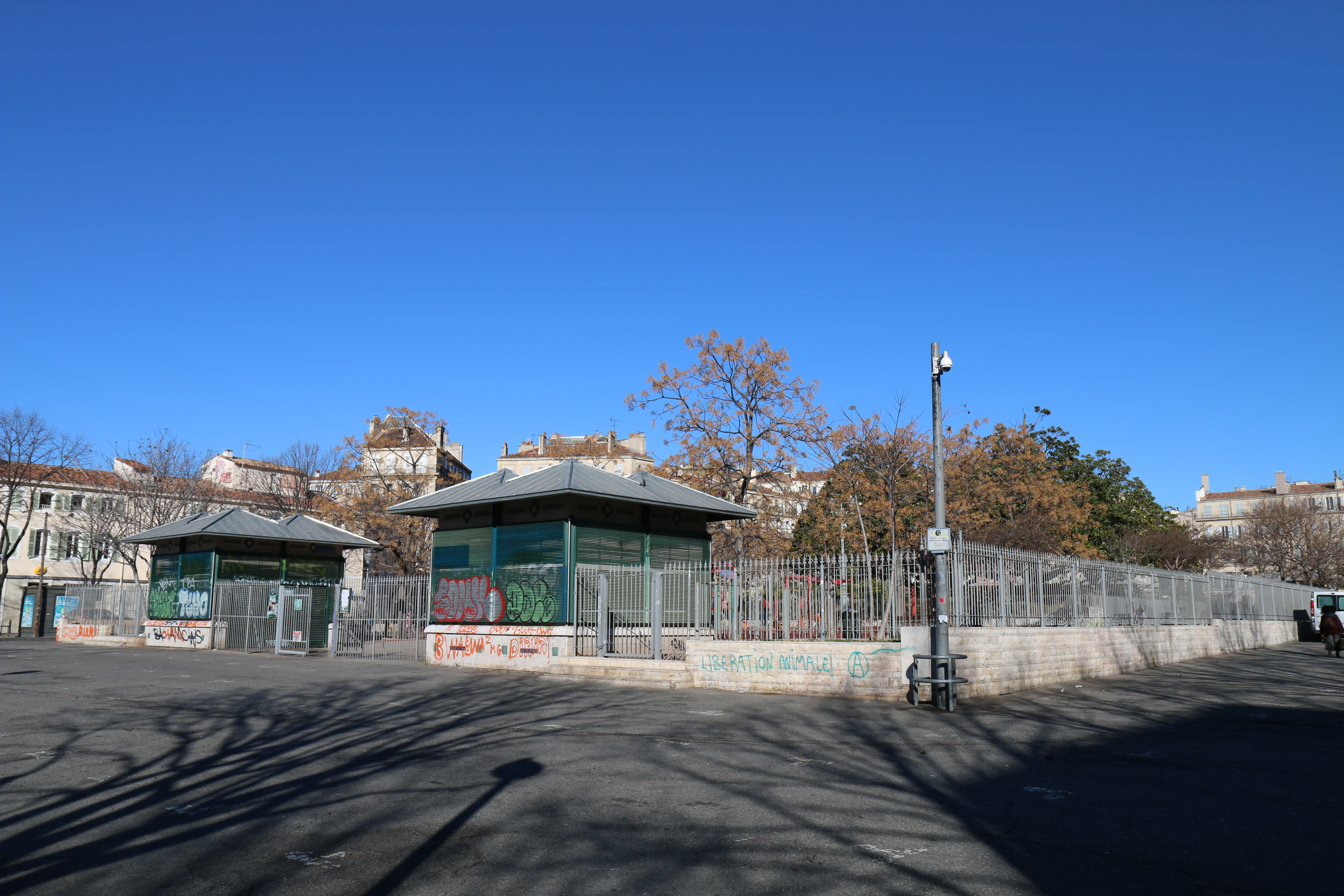
让·饶勒斯广场

让·饶勒斯广场（法語：Place Jean-Jaurès，發音：[plas ʒɑ̃ ʒɔʁɛs]）, 又名“La Plaine”，是法国普罗旺斯-阿尔卑斯-蓝色海岸大区罗讷河口省马赛的一座历史悠久的广场。早在13世纪，这里就是十字军前往圣地途中的露营地。它后来成为欢迎贵宾和法国王室成员的聚会场所。它现在是农贸市场的所在地。它以政治家让·饶勒斯的名字命名。

## 位置
让·饶勒斯广场位于马赛第一区、第五区和第六区的交汇处。从东到西，可以通过以下街道前往：

## 历史
该广场建于13世纪，作为基督教十字军前往圣地途中的露营地。
它成为欢迎贵宾和法国王室成员的聚会场所。1319年5月22日，那不勒斯国王罗贝托一世和他的妻子马略卡的桑查，在前往瞻仰罗贝托的兄弟图卢兹的路易斯遗体的途中，在这里受到了欢迎。1515年马里尼亚诺战役后不久，法国国王弗朗索瓦一世和他的王后法兰西的克洛德，在这里受到主教克劳德·德·塞塞尔和法官路易·德·文托的欢迎。 1564 年 11 月 6 日，法国国王查理九世、他的母亲太后凯瑟琳·德·美第奇，和他的弟弟，未来的法国国王亨利三世在这里受到欢迎。1662年11月7日，法国国王路易十三在此受到领事博尼法斯·德·卡巴内斯的欢迎。
1845年10月5日，时任马赛主教的马善乐（Eugène de Mazenod）在这里祝福了一口名为“玛丽·约瑟芬”的钟，然后将其安装在守护圣母圣殿。
1886年11月14日，路易·卡帕萨和阿尔方斯·方代尔乘热气球从这里起飞，一路飞到科西嘉岛。1930 年 11 月 16 日，在锡比耶街和让-饶勒斯广场的拐角处，树立了献给飞行员迪厄多内·科斯特斯和莫里斯·贝隆特的纪念雕塑，由路易·博蒂内利创作。
1889年，地主兼开发商安德烈·查韦（André Chave）的儿子尼古拉斯·查维（Nicolas Chave），委托建筑师高登西·阿拉尔（Gaudensi Allar）在沙夫大道和广场的拐角处设计一座房子。 
法国作家让·季奥诺在其1947年的小说Noé中描述了这个广场。
2016年进行了广场改造的竞赛，在2018年开始实施时，遭到当地居民的强烈反对，发生了骚乱和与警察和安全部队的对抗。缺乏参与和协商，以及随之而来的建筑物倒塌，加剧了冲突 
改造前，除了周日，每天早上7点30分到下午1点30分，这里都是农贸市场的所在地。 在周二、周四和周六，市场主要出售新鲜蔬菜和水果。 在周三，只有鲜花出售。 它是马赛最大的农贸市场之一。